# Abderramão ibne Abdalá Algafequi
Abderramão, Abederramão, Abderramane ou Abederramane ibne Abedalá Algafequi (em árabe: ‏عبد الرحمن بن عبد الله الغافقي‎; romaniz.: ʿAbd ar-Raḥmān ibn ʿAbd Allāh al-Ġāfiqī) foi um general árabe e uale do Alandalus em 720 e de 730 até a morte. Morreu lutando contra os francos de Carlos Martel na Batalha de Poitiers em 25 de outubro de 732, que marcou o fim da expansão muçulmana no Ocidente. Foi pai de Iúçufe Alfiri.